# UNDER GRAPH Debut 20th Anniversary Album
「UNDER GRAPH Debut 20th Anniversary Album」（アンダーグラフ デビュー トゥエンティエス アニバーサリーアルバム）は、アンダーグラフの3枚目となるベスト・アルバム。

## 概要
前作『音響レジリエンス』から約1年、ベスト・アルバムとしては『UNDER GRAPH 20th BEST 2000-2020』以来約4年ぶりとなった本作は、デビュー20周年を記念してリリースされた。ベストアルバム第二弾をコンセプトとして制作した為、収録曲は主に再録などの一部を除き、前回のベスト・アルバムより後にリリースされた楽曲が多めで構成されている。
本作はデビュー20周年記念でデビュー曲『ツバサ』をオリジナル音源で再録することに伴い制作され、クラウドファンディングにより制作費を募り制作された。タイトルは、2024年8月2日に公式サイトにて初公開された。
本作収録曲から『蘇生法』のミュージックビデオが制作されており、大阪府枚方市にある遊園地ひらかたパークにて撮影された。
前回のベスト・アルバムと同様、本作収録曲をオルゴール化した作品『UNDER GRAPH Debut 20th Anniversary Album Music Box』と同時リリースとなる。
クラウドファンディングでは、14000円以上のプランで特典画像や、本作のインストゥルメンタル音源などが収録されたアルバムコンセプトUSBが付属する。

## 収録内容
| 全作詞・作曲: 真戸原直人。 |                                          |            |            |                             |      |
| #                          | タイトル                                 | 作詞       | 作曲・編曲 | 編曲                        | 時間 |
| 1.                         | 「ストライド」                           | 真戸原直人 | 真戸原直人 | アンダーグラフ、KIM DAN     | 3:36 |
| 2.                         | 「砦」                                   | 真戸原直人 | 真戸原直人 | アンダーグラフ              | 4:15 |
| 3.                         | 「遠き日」(Re-recorded)                  | 真戸原直人 | 真戸原直人 | アンダーグラフ、島田昌典    | 4:30 |
| 4.                         | 「アイかわらず」                         | 真戸原直人 | 真戸原直人 | アンダーグラフ              | 4:17 |
| 5.                         | 「TSUNAGARU」                            | 真戸原直人 | 真戸原直人 | アンダーグラフ              | 3:37 |
| 6.                         | 「新しい自分へ」                         | 真戸原直人 | 真戸原直人 | アンダーグラフ、KIM DAN     | 4:14 |
| 7.                         | 「薄明」                                 | 真戸原直人 | 真戸原直人 | アンダーグラフ              | 4:01 |
| 8.                         | 「蘇生法」                               | 真戸原直人 | 真戸原直人 | アンダーグラフ              | 4:53 |
| 9.                         | 「矛と盾」                               | 真戸原直人 | 真戸原直人 | アンダーグラフ              | 3:30 |
| 10.                        | 「まだ見ぬ世界を映しながら」             | 真戸原直人 | 真戸原直人 | アンダーグラフ、Masa Takumi | 4:36 |
| 11.                        | 「イキル」                               | 真戸原直人 | 真戸原直人 | アンダーグラフ、Masa Takumi | 3:13 |
| 12.                        | 「グリーフを越えて」                     | 真戸原直人 | 真戸原直人 | アンダーグラフ              | 3:44 |
| 13.                        | 「風を呼べ」(Re-recorded)                | 真戸原直人 | 真戸原直人 | アンダーグラフ              | 3:47 |
| 14.                        | 「一輪の花」                             | 真戸原直人 | 真戸原直人 | アンダーグラフ              | 3:33 |
| 15.                        | 「祈り」                                 | 真戸原直人 | 真戸原直人 | アンダーグラフ              | 4:48 |
| 16.                        | 「ツバサ」(Re-recorded)                  | 真戸原直人 | 真戸原直人 | アンダーグラフ、島田昌典    | 4:28 |
| 17.                        | 「wyvernsペネトレイト」(another concept) | 真戸原直人 | 真戸原直人 | アンダーグラフ              | 4:29 |
| 合計時間:                  | 合計時間:                                | 合計時間:  | 69:31      |                             |      |

| #         | タイトル                                   | 作詞  | 作曲・編曲 | 時間 |
| --------- | ------------------------------------------ | ----- | ---------- | ---- |
| 1.        | 「ストライド」(Instrumental)               |       |            | 3:36 |
| 2.        | 「砦」(Instrumental)                       |       |            | 4:15 |
| 3.        | 「遠き日 (Re-recorded)」(Instrumental)     |       |            | 4:30 |
| 4.        | 「アイかわらず」(Instrumental)             |       |            | 4:17 |
| 5.        | 「TSUNAGARU」(Instrumental)                |       |            | 3:37 |
| 6.        | 「新しい自分へ」(Instrumental)             |       |            | 4:14 |
| 7.        | 「薄明」(Instrumental)                     |       |            | 4:01 |
| 8.        | 「蘇生法」(Instrumental)                   |       |            | 4:53 |
| 9.        | 「矛と盾」(Instrumental)                   |       |            | 3:30 |
| 10.       | 「まだ見ぬ世界を映しながら」(Instrumental) |       |            | 4:36 |
| 11.       | 「イキル」(Instrumental)                   |       |            | 3:13 |
| 12.       | 「グリーフを越えて」(Instrumental)         |       |            | 3:44 |
| 13.       | 「風を呼べ (Re-recorded)」(Instrumental)   |       |            | 3:47 |
| 14.       | 「一輪の花」(Instrumental)                 |       |            | 3:33 |
| 15.       | 「祈り」(Instrumental)                     |       |            | 4:48 |
| 16.       | 「ツバサ (Re-recorded)」(Instrumental)     |       |            | 4:28 |
| 17.       | 「wyvernsペネトレイト」(Instrumental)      |       |            | 4:29 |
| 合計時間: | 合計時間:                                  | 69:31 |            |      |

| #         | タイトル                                             | 作詞  | 作曲・編曲 | 時間  |
| --------- | ---------------------------------------------------- | ----- | ---------- | ----- |
| 1.        | 「UNDER GRAPH Debut 20th Anniversary Special Radio」 |       |            | 27:29 |
| 合計時間: | 合計時間:                                            | 27:29 |            |       |

## 楽曲解説
ストライド
2020年7月18日にデジタルシングルとしてリリースされた楽曲。陸上をテーマにした曲。
砦
5thミニアルバム『存在の共鳴』収録曲。真戸原曰く『自分の中の砦をどう乗り越えるかをテーマにした曲』だという。
遠き日（Re-recorded）
映画「私の頭の中の消しゴム」日本版テーマ曲。2005年9月28日に配信限定シングルとしてリリースされ、3rdシングル『パラダイム』と2ndアルバム『素晴らしき日常』に収録された。本作には、アレンジはそのままに再録したバージョンでの収録となっている。
アイかわらず
2023年に2月15日デジタルシングルとしてリリースされ、7thミニアルバム『音響レジリエンス』に収録された楽曲で、真戸原によると『突然サビのメロディが舞い降りてきた』といい、歌詞も流れるように発音出来る音を探したという
TSUNAGARU
シングル『TSUNAGARU/鼓動』表題曲。事務所の形態が変更となったタイミングでリリースされたといい、この曲から新たに始まったという。
新しい自分へ
2024年2月21日にデジタルシングルとしてリリースされた楽曲。アミューズメントメディア総合学院CMソングとして書き下ろした曲で、本作でアルバム初収録となった。
薄明
2023年2月15日にデジタルシングルとしてリリースされ、7thミニアルバム『音響レジリエンス』に収録された。
蘇生法
7thミニアルバム『音響レジリエンス』収録曲で、本作リリースを機に新たにミュージック・ビデオが制作された。
矛と盾
6thミニアルバム『音楽の盾』収録曲。
まだ見ぬ世界を映しながら
7thアルバム『マクロスコピック自由論』収録曲。山形国際ムービーフェスティバルテーマソング。
イキル
アミューズメントメディア総合学院 CMソング。
2020年2月20日にデジタルシングルとしてリリースされた楽曲。当時の最新サウンドを取り入れたいと思い制作された。
グリーフを越えて
2020年9月23日にデジタルシングルとしてリリースされ、5thミニアルバム『存在の共鳴』に収録された。
風を呼べ（Re-recorded）
テレビ東京系アニメ『弱虫ペダル』第1話 - 第12話エンディングテーマ。
2013年11月20日にTOHO animation RECORDSからCDシングルとしてリリースされ、6thアルバム『やがて咲く花達へ』に収録された。
一輪の花
7thアルバム『マクロスコピック自由論』収録曲。
祈り
6thミニアルバム『音楽の盾』収録曲。真戸原によると3回サビがあるが、全てアレンジが違う為、歌い方も全て変えているとのこと。
ツバサ（Re-recorded）
2004年9月22日にメジャーデビューシングルとしてリリースされ、1stアルバム『ゼロへの調和』へ収録された。本作ではアレンジはそのままに再録したバージョンが収録された。2024年9月22日にデジタルシングルとして配信された。
wyvernsペネトレイト
山形ワイヴァンズの公式応援ソングとして書き下ろされた楽曲。another conceptと題して収録されており、本作唯一の新曲となっており、2024年10月2日にデジタルシングルとして本作からリカットされた。